# Skrobia modyfikowana kwasami
Skrobia modyfikowana działaniem kwasów, skrobia poddana obróbce kwasem, skrobia kwasowa (INS 1401) – skrobia poddana kwasowej hydrolizie w zawiesinie, z użyciem kwasów nieorganicznych np. <7% kwas solny, <7% kwas ortofosforowy lub <2% kwas siarkowy. Proces jest prowadzony poniżej temperatury kleikowania (zazwyczaj 25–55 °C), prowadząc jedynie do hydrolizy amorficznej frakcji ziaren skrobiowych. Zgodnie z przepisami obowiązującymi w Unii Europejskiej, nie stanowi dodatku do żywności. Znajduje zastosowanie do produkcji: budyniu, sosów, zup, cukierków typu żelki oraz jako nośnik substancji smakowo-zapachowych lub do ich otoczkowania.